# Hydrocina chaetocladia
Hydrocina chaetocladia — вид грибів, що належить до монотипового роду  Hydrocina.